# Cliff Compton
Cliff Compton (eigentlich Cliff Treiber; * 2. November 1979 im Nassau County, Long Island, New York) ist ein US-amerikanischer Wrestler. Bekannt wurde er durch seine Zeit bei World Wrestling Entertainment, wo er unter dem Ringnamen Domino tätig war. Aktuell tritt er in der ehemaligen WWE-Farmliga Ohio Valley Wrestling an.

## Karriere

### Anfänge
Compton machte seine Anfänge im Wrestling bei einigen kleineren unabhängigen Promotionen und der National Wrestling Alliance. So trat er z. B. World Xtreme Wrestling (WXW) oder der NWA Wildside an. In der WXW bildete er zusammen mit Jake Bishop das Tag-Team The Double Threat, mit dem er die WXW Tag Team Championship erringen durfte.

### World Wrestling Entertainment
Ab 2005 trat Compton bei der WWE-Entwicklungsliga Ohio Valley Wrestling auf. Hier durfte im Team mit Deuce die OVW Southern Tag Team Championship gewinnen, welche man sie noch zwei weitere Male gewinnen ließ.
Im Jahre 2006 trat Compton mit Deuce bei Deep South Wrestling auf. Dort durften sie die lokale DSW Tag Team Championship gewinnen, die sie allerdings wenig später wieder abgeben mussten.
Im Januar 2007 debütierten Compton und Deuce als Deuce N' Domino bei SmackDown!. In einer Fehde gegen Paul London und Brian Kendrick durften sie am 17. April 2007 die WWE Tag Team Championship gewinnen. Am 28. August 2007 mussten sie die Titel an Matt Hardy und MVP abgeben.
Am 20. Juni 2008 wurde das Tag Team Deuce N' Domino aufgelöst, ehe Compton am 8. August 2008 im Zuge einer Entlassungswelle seitens der WWE entlassen wurde.

### Ohio Valley Wrestling
Seit dem September 2009 tritt Compton wieder für diese Promotion an.

## Erfolge
- Deep South Wrestling

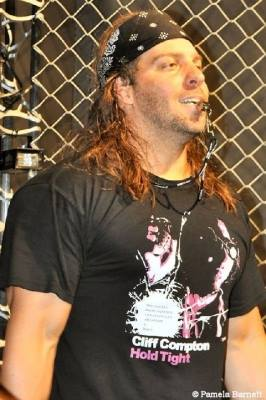
Cliff Compton, 2010

- 1× DSW Tag Team Champion (mit Deuce)

- Ohio Valley Wrestling

- 2× OVW Heavyweight Champion
- 3× OVW Southern Tag Team Champion (mit Deuce Shade)

- World Wrestling Entertainment

- 1× WWE Tag Team Champion (mit Deuce)

- World Xtreme Wrestling

- 1× WXW Tag Team Championship (mit Jake Bishop)